# Olsacherita
L'olsacherita és un mineral de la classe dels sulfats. Rep el seu nom del mineralogista argentí Juan Augusto Olsacher (1903-1964). També és coneguda amb el nom de selenolita.

## Característiques
L'olsacherita és un sulfat de fórmula química Pb₂(SeO₄)(SO₄). Va ser aprovada com a espècie vàlida per l'Associació Mineralògica Internacional l'any 1969. Cristal·litza en el sistema ortoròmbic. Els cristalls tenen forma d'agulla afilada, de fins a 2 mil·límetres, allargats al llarg de [010], i delimitats per {010}, {101}, {111} i {111}. La seva duresa a l'escala de Mohs es troba entre 3 i 3,5. És un producte d'alteració de la penroseïta, i es troba en estreta relació amb la molibdenita.
Segons la classificació de Nickel-Strunz, l'olsacherita pertany a «07.AD - Sulfats (selenats, etc.) sense anions addicionals, sense H₂O, amb cations grans només» juntament amb els següents minerals: arcanita, mascagnita, mercal·lita, misenita, letovicita, glauberita, anhidrita, anglesita, barita, celestina, kalistroncita i palmierita.

## Formació i jaciments
És un mineral secundari poc comú a la zona oxidada de dipòsits minerals hidrotermals que contenen seleni. Sol trobar-se associada a altres minerals com: penroseïta, calcomenita, ahlfeldita, lepidocrocita o goethita. Va ser descoberta l'any 1969 a la mina Virgen de Surumi, al canyó de Pakajake, a la província de Chayanta (Departament de Potosí, Bolívia).